# 悲劇オセロー
『悲劇オセロー』（ひげきオセロー、イタリア語: Otello）は、1906年製作・公開、チネス製作・配給による、イタリアの短篇サイレント映画である。

## 略歴・概要

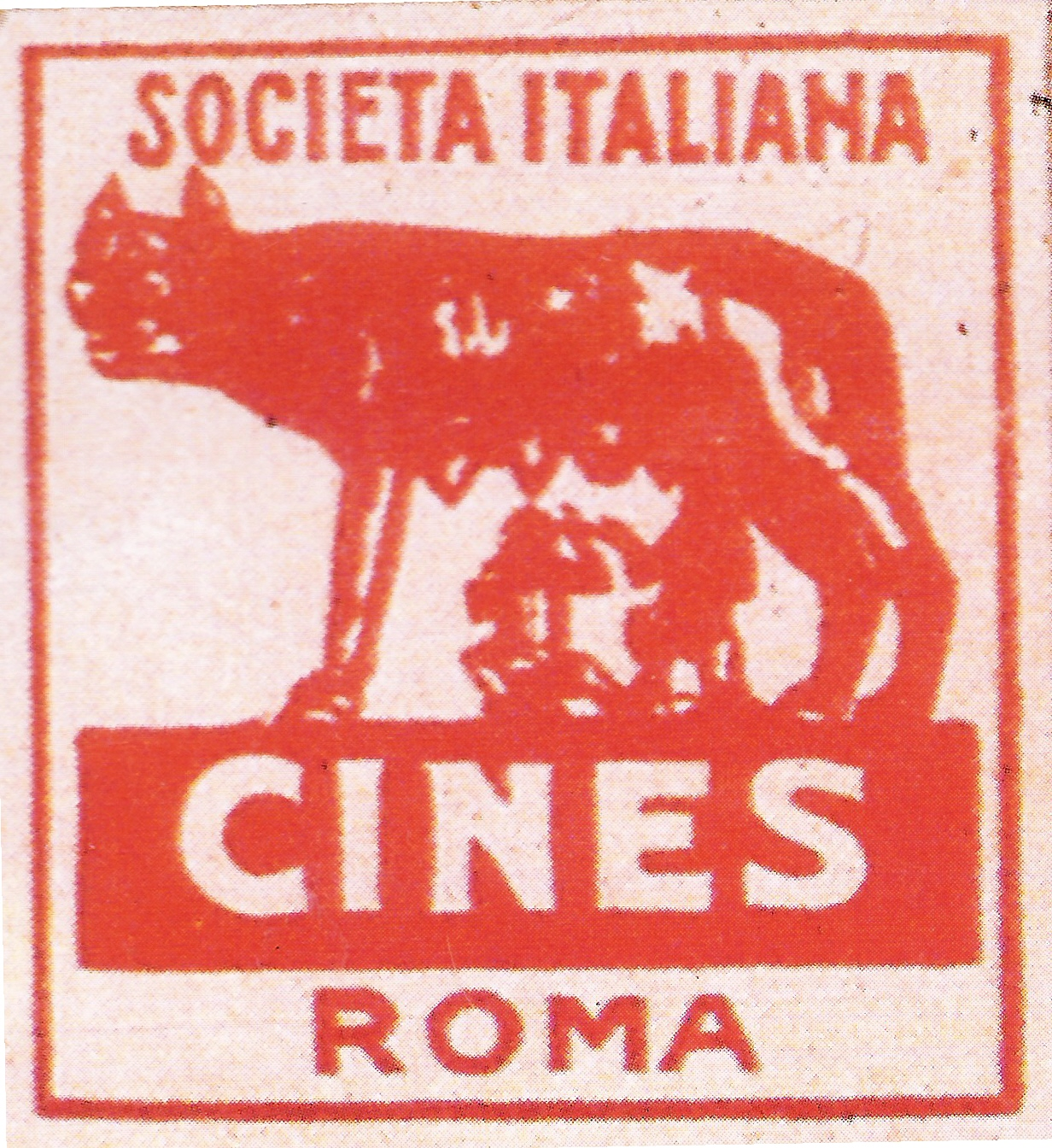
当時のチネス社の社章。

本作は、1887年初演のジュゼッペ・ヴェルディのオペラ『オテロ』、ウィリアム・シェイクスピアの戯曲『オセロー』の両方を原作としている。
マリオ・カゼリニが監督し、イアーゴー役で出演もしており、妻のマリア・カゼリニ・ガスペリニに対立する役柄を演じている。本作は、イタリアでは1906年10月30日に公開されており、これは『オセロー』の最初の映画化であるとされる。
日本では、フランスやイギリスと同時期である1908年（明治41年）2月14日、京都の映画商社横田商会の配給により、『悲劇オセロー』のタイトルで、東京・神田の映画専門館錦輝館において公開された。アメリカ合衆国では、同年同月29日に公開されている。
本作の上映用プリントの現存・非現存については不明である。

## スタッフ・作品データ
- 監督：マリオ・カゼリニ、ガストン・ヴェーレ
- 原作：ウィリアム・シェイクスピア『オセロ』、ジュゼッペ・ヴェルディ『オテロ』
- 撮影：フィロテオ・アルベリーニ
- 上映時間（巻数）：不明
- フォーマット：白黒映画 - スタンダードサイズ（1.33:1） - サイレント映画
- 日本初回興行：神田・錦輝館

## キャスト
- ウバルド・マリア・デル・コーレ - オセロー
- マリア・カゼリニ・ガスペリニ - デズデモーナ
- マリオ・カゼリニ - イアーゴー
- フェルナンダ・ネグリ・プジェ

## 註
1. 1 2 3  William Shakespeare - IMDb（英語）, 2010年3月15日閲覧。
2. ↑  『日本映画発達史 I 活動写真時代』 、田中純一郎、中公文庫、1975年12月10日 ISBN 4122002850, p.125-126.